# Skärgårdsdoktorn
Skärgårdsdoktorn är en svensk TV-serie som sändes 1997–2000 i Sveriges Television. Den skapades av Gunilla Linn Persson och Lars Bill Lundholm, med bland andra Samuel Fröler, Ebba Hultkvist och Sten Ljunggren i rollerna.
Manus inspirerades av den gamle regementsläkaren, Holter Hultman på KA1 på Rindö, Vaxholm. Holter Hultman, blev sedermera avskedad med hänvisning till det som kom att kallas kadaverdisciplin. 
Den riktige skärgårdsdoktorn vid Djurö vårdcentral på Värmdö, Per Ullhammar, hyrde ut sina läkarbåtar, som han körde i 30 år, till produktionen.
TV-serien blev mycket framgångsrik och populär när den sändes och en av Sveriges Televisions största publikframgångar på senare tid. Serien gick i repris i SVT 2006, 2013 och 2020. Under sommaren 2013, parallellt med TV-sändningarna, påbörjade Sveriges Television att lägga ut serien i sin helhet i sitt Öppet arkiv på Internet.
I samband med pandemin 2022, beslutade SVT att visa de mest populära TV-serierna på förmiddagen, efter Träna med Sofia. Först ut var Skärgårdsdoktorn.
Den ursprungliga TV-serien sändes åren 1997–2000 i Sveriges Television i totalt tre säsonger. För regin stod Martin Asphaug, Daniel Lind Lagerlöf, Rickard Petrelius och Kristian Petri.
En film med titeln Skärgårdsdoktorn (med alla rollfigurerna från TV-serien) var tänkt att ha börjat spelas in 2010, men planerna blev aldrig verklighet.

## Handling
Serien utspelas på den fiktiva ön Saltö i Stockholms skärgård, dit läkaren Johan Steen kommer för att ta över läkarkliniken efter sin svärfar Axel Holtman. Holtman hade räknat med att hans dotter, tillika Johan Steens fru, Eva skulle komma, men hon är kvar i Afrika där hon jobbar för organisationen Läkare utan gränser. Holtman blir mycket upprörd och besviken över detta för det var från början tänkt att Eva skulle ta över kliniken, inte hennes make. Johan Steen flyttar till ön tillsammans med dottern Wilma. På kliniken arbetar också den barska sköterskan Berit, och i närheten bor Berits bror, skärgårdsoriginalet Sören Rapp. I början av serien blir invånarna tveksamma mot Johans behandlingar och Wilma blir mobbad i skolan bara för att hon bott i Afrika en längre tid. Men efter ett hjältedåd som hon och hennes pappa utför i det andra avsnittet blir båda mer accepterade.
Johan Steen är en kompetent läkare, men lite för yrkesmässig och korthuggen för öbornas smak. När de inte gillar hans diagnoser eller förslag till behandling går de till gamle populäre doktor Holtman. Holtman triumferar och vill inte erkänna att hans svärson har bättre medicinska kunskaper. Förhållandet mellan Johan och hans dotter Wilma lider av att han på grund av jobbet ofta måste lämna henne ensam. Givetvis saknar hon också sin mamma. När Wilma blir mobbad i skolan och Johan försöker prata med lärarinnan om detta, förnekar denna totalt problemet. Wilma blir arg på sin far och tycker att han gör allt värre. När Wilma blivit accepterad gör hon allt för att passa in och bryter mot sin pappas regler.

## Säsonger och avsnitt

### Säsong 1
| Nr | Nr | Titel                     | Visningsdatum    |
| --- | -- | ------------------------- | ---------------- |
| 01 | 01 | En värld i tusen bitar    | 13 oktober 1997  |
| Doktor Johan Steen och dottern Wilma flyttar till Saltö efter att ha tillbringat tio år i Afrika. På Saltö väntar Johans svärfar och Wilmas morfar Axel Holtman, som blir besviken då han får reda på att hans dotter Eva, Johans hustru, valt att stanna kvar i Afrika. På grund av delade meningar om hur patienter skall behandlas råkar Johan och Axel snabbt i luven på varandra, medan Wilma på grund av sin långa vistelse i Afrika blir mobbad i skolan. Gästskådespelare: Margareta Stone, Johan Gry, Mimi Liljander, Pia Halvorsen, Inga Landgré, Thomas Roos, Carlo Schmidt och Anders Lundmark. |    |                           |                  |
| 02 | 02 | Den barmhärtige samariten | 20 oktober 1997  |
| Wilma blir fortfarande mobbad av sin klass. Kapten Sandberg dyker upp på kliniken och vill ha friskintyg för att fortsätta köra färjan. Fiskarparet Holm söker också hjälp hos Johan Steen. Sedan händer det någonting som leder till att Wilma blir hjälte, vilket får till följd att hennes klasskamrater slutar att mobba henne. |    |                           |                  |
| 03 | 03 | Den ljusaste dagen        | 27 oktober 1997  |
| Nu närmar sig sommaren och på Saltö är det midsommarafton. Wilma har blivit kompis med Madeleine, kallad Maddo. De är som ler och långhalm. En kvinna kommer till kliniken med blåmärken, vilket får doktor Steen att misstänka hustrumisshandel. En rik man kommer till Saltö ensam med sin lyxiga båt och blir övergiven av sin flickvän. Jojje, en ung AIK-supporter, kommer till Saltö med sitt gäng för att fira midsommar men det blev inte som de hade tänkt sig. Gästskådespelare i urval: Marie Ahl, Tomas Bolme, Oliver Loftéen, Rebecka Englund, Gustav Levin och Anne-Li Norberg.               |    |                           |                  |
| 04 | 04 | Nya och gamla själar      | 3 november 1997  |
| En man befinner sig på semester i skärgården tillsammans med sin höggravida fästmö. Helt ovetande om den kraftiga dimma som varnats för i sjörapporten, bestämmer de sig till slut för att återvända till fastlandet eftersom de är rädda att något skall hända med barnet. Doktor Steen besöker en gammal man som har som högsta önskan att få dö i sitt hem. Wilma vill lära sig segla och frågar Sören, känd för att använda sina egna metoder, till råds. Gästskådespelare i urval: Erika Höghede och Reuben Sallmander.                                                                                |    |                           |                  |
| 05 | 05 | I kräftans tid            | 10 november 1997 |
| Kräftsäsongen är här och folk samlas lite här och var för att äta kräftor. För Maddos mamma Maria blir det några glas för mycket och doktorn tillkallas. Det konstateras emellertid snabbt att det inte enbart rör sig om överkonsumtion av alkohol, utan också ett beroende av lugnande tabletter. När Johan inte vill skriva ut mer tabletter och istället erbjuder Maria professionell psykiatrisk hjälp hamnar han i onåd hos både Berit och Wilma. |    |                           |                  |
| 06 | 06 | Höst i våra hjärtan       | 17 november 1997 |
| Doktor Steens hustru Eva skall komma hem från Afrika. Både doktorn och Wilma är spända och förväntansfulla, men mest uppspelt är nog Evas far Axel, den gamle doktorn som alltid velat att hon ska ta över kliniken. I väntan på Eva får doktor Steen ta hand om några små och mindre välkomna resenärer. Gästskådespelare i urval: Gunilla Röör och Johan Rabaeus. |    |                           |                  |

### Säsong 2
| Nr | Nr | Titel                     | Visningsdatum |
| --- | -- | ------------------------- | ------------- |
| 01 | 07 | Stadsfolk och öbor        | 16 mars 1998  |
| Familjen Sundin firar helg på Saltö. Dottern Julia är orkeslös och föräldrarna konsulterar, till doktor Steens missnöje, gamle doktor Holtman. Ewe Tannander mister sin livskamrat och funderar över vad livet då är värt. |    |                           |               |
| 02 | 08 | Sensommargäster           | 23 mars 1998  |
| En njurdonation och dess följder engagerar doktor Steen. Doktor Holtman skriver sina memoarer, men har svårt att hitta intresserade lyssnare. Dessutom får han oväntat besök. Oväntat besök får även fiskarparet Jonasson, då deras son med flickvän dyker upp och stör sensommarfriden. Sören finner sin stora kärlek.                      |    |                           |               |
| 03 | 09 | Fäder                     | 30 mars 1998  |
| Sören finner en båt som ligger och driver och misstänker att någon är strandsatt. Wilma blir uppvaktad av två killar som jagar ut henne på farligheter. Benke som går i hennes klass stjäl olovandes sin bror Tomas moped, åker till Wilma och erbjuder henne skjuts. Men något går snett, bägge ramlar av och Benke blir allvarligt skadad. |    |                           |               |
| 04 | 10 | I nöd och lust            | 6 april 1998  |
| Makarna Ragnarsson flyttar ut till Saltö för att äntligen uppfylla sina drömmar. När plötsligt livets förutsättningar ändras kan det vara svårt att leva med sina förhoppningar. Doktor Holtman lägger näsan i blöt och doktor Steen har svårt att inse vem som är mest vuxen när Wilma skall ha fest.                                       |    |                           |               |
| 05 | 11 | Den blomstertid nu kommer | 13 april 1998 |
| Wilma går och läser inför konfirmationen. Du skall icke ljuga är ett av budorden som ger henne, och andra, ett dilemma. Doktor Steens trohet till Eva sätts på prov då förhållandet till Helena Solberg utvecklas. Olle Nyholm funderar över hur han skall kunna ta över sin senila mosters skärgårdshus.                                    |    |                           |               |
| 06 | 12 | Hemkomsten                | 20 april 1998 |
| Doktor Steens fru, Eva Steen, kommer hem efter en lång vistelse i Afrika. Med sig har hon sin vän Ingrid, som Berit inte tycker om. Efter ett tag blir Ingrid allvarligt sjuk. |    |                           |               |

### Säsong 3
| Nr | Nr | Titel                    | Visningsdatum |
| --- | -- | ------------------------ | ------------- |
| 01 | 13 | Sommarnattens ljus       | 3 april 2000  |
| Eva Steen har återvänt från Afrika och hela familjen lever nu tillsammans på Saltö. Johan och Eva delar arbetet på kliniken och Wilma trivs med att ha båda föräldrarna hos sig. Men Eva tycker att alltför mycket tid går åt till att hjälpa bakfulla sommargäster och börjar återigen längta efter mera direkta åtaganden. Gästskådespelare i urval: Per Ragnar. |    |                          |               |
| 02 | 14 | Havsörnsvals             | 10 april 2000 |
| Johan Steen misstänker en magsjukeepidemi på ön. Wilma förälskar sig i Linus som plötsligt drar sig undan utan förklaring. Kommunen planerar ett nytt, stort friskvårdscenter på Saltö. Det är bara några praktiska detaljer som måste lösas först. |    |                          |               |
| 03 | 15 | Gubbar och sjöjungfrur   | 17 april 2000 |
| Johan Steen får en kvartstjänst på servicehuset Lärkan och blir varse den brist på tid och känslomässigt engagemang som råder i omvårdnaden av de gamla. Wilma ger sig olovandes ut på båtfärd med Maddo, Linus och Henrik, men det blir inte riktigt som de hade tänkt sig. Gästskådespelare i urval: Bengt Järnblad, Stina Ekblad, Tove Norén, Eva Stellberg, Tord Peterson, Per Oscarsson och Gunilla Röör. |    |                          |               |
| 04 | 16 | Se till mig som liten är | 24 april 2000 |
| Makarna Blom återvänder från Kina med sin lilla adoptivdotter, men barnet verkar inte friskt. Wilma känner sig bortglömd av Maddo, som väljer Filip Kugelmann före henne. Johan tycks inte heller ha tid för henne. Tristessen avbryts när fotografen Krille, en vän till familjen, dyker upp. Men vilka är egentligen hans avsikter? Berit är inte heller så glad, när ingen verkar komma ihåg hennes födelsedag. Gästskådespelare i urval: Jan Mybrand, Jessica Zandén, Agneta Ekmanner, Roland Hedlund, Tove Nordin, Peter Eggers och Johan H:son Kjellgren. |    |                          |               |
| 05 | 17 | Nomaderna                | 1 maj 2000    |
| Några flyktingar kommer till Sverige ifrån Kosovo. När flyktingarna kommer i land på Saltö dör morfadern i sällskapet och det är viktigt att han begravs enligt muslimsk tradition. Det är olagligt att genomföra en begravning utan myndigheternas vetskap och tillstånd, men doktor Steen lovar flyktingarna att inte kontakta myndigheterna. En stadsfamilj bestämmer sig för att klara sig under primitiva förhållanden på en ö, men de har inte tillräckliga kunskaper och både Sören och doktor Steens hjälp behövs. Doktor Holtman åker till en läkarkollega i stan hellre än att be doktor Steen om hjälp. Han får besked om dåliga levervärden och tvingas avstå från alkohol. Doktor Steen upptäcker sent omsider att provsvaren har förväxlats. Gästskådespelare i urval: Anders Ekborg, Lina Pleijel, Hanna Alström, Göran Forsmark, David Hanna, Raymond Nederström och David Wiik. |    |                          |               |
| 06 | 18 | Vinterlekar              | 8 maj 2000    |
| Wilma blir bjuden på nyårsfest och lovar kamraterna att ta med läkarsprit. Flickan Robin dricker för mycket och Wilma hittar henne medvetslös på isen. Wilma ringer sin far, som kör dit i ovädret, trots att han själv har drabbats av dubbelsidig lunginflammation och kraftigt njurstensanfall. Berit uppvaktas av en gammal bekant, men Sören anar oråd inför hans avsikter. I slutet bestämmer sig doktor Steen och Wilma för att åka och hälsa på Eva i Afrika, trots att doktor Steen har blivit sjukskriven i tre veckor efter sitt allvarliga njurstensanfall. Under denna period sköter doktor Holtman kliniken istället. Gästskådespelare i urval: Rebecka Liljeberg och Tomas Pontén. |    |                          |               |

## Inspelning
Serien är inspelad på Dalarö, Ornö och Huvudskär i Haninge kommun, Landsort i Nynäshamns kommun, Sandhamn i Värmdö kommun, samt på Resarö i Vaxholms kommun. I serien filmas Ornö som fastlandet och Dalarö som ön Saltö. Ångfartyget Västan förekom i serien 1997–1999, under 1999 med namnet Saltö. "Skärgårdskliniken" är ett privat sommarhus i samhället Björnhuvud i Roslags-Kulla socken, fem mil nordost om Stockholm. Avsnitt 18 ur serien är däremot delvis inspelat i Hudiksvall, på grund av för lite snö i Stockholm.

## Rollista (urval)
Huvudpersoner:
- Samuel Fröler... Dr. Johan Steen
- Ebba Hultkvist... Wilma Steen
- Sten Ljunggren... Dr. Axel Holtman
- Helena Brodin... Syster Berit
- Göran Engman... Sören Rapp
- Marie Richardson... Eva Steen (säsong 2-3)

Övriga roller:
- Lena Söderblom... Sunny, doktor Holtmans dambekant (säsong 2)
- Gunilla Röör... Helena Solberg (säsong 1-3)
- Anders Nyström... Kapten Sandberg (säsong 1-2)
- Jacob Nordenson... Calle Trana (säsong 1)
- Tove Nordin... Madeleine (Maddo) Lindelius (säsong 1-3)
- Katarina Ewerlöf... Maria Lindelius (säsong 1-2)
- Pontus Gustafson... George Lindelius (säsong 1)
- Göran Forsmark... Thomas Terselius (säsong 1-3)
- Hanna Alström... Siri Terselius (säsong 2-3)
- Raymond Nederström... Persson (säsong 1-3)
- Christer Flodin... Sture (säsong 1)
- Ulla-Britt Norrman-Olsson... Stina Larsson
- Lena Carlsson... Katarina Sjöblom (säsong 2)
- David Wiik... Benke Persson (säsong 2)
- Freja Lindström... Sara
- Linda Lundmark... Karin
- Henrik Linnros... Henrik Lundgren
- Lennart Jähkel... Olle Nyholm (säsong 2)
- Ingvar Hirdwall... Ewe (säsong 2)
- George Fant... Hemming Bengtsson (säsong 2)
- Björn Kjellman... Markus Åhlund (säsong 2)
- David Peterson...  Linus Petterö (säsong 3)